# Exceptionalisme
Exceptionalisme is de overtuiging dat een groep of institutie buitengewoon of exceptioneel is, in vergelijking met omringende groepen. De groep kan een land, cultuur, wetgeving, beweging, ideologie of periode zijn, maar ook de mens tegenover andere dieren of de aarde tegenover het heelal. Het vermeende buitengewone karakter kan gebruikt worden om een bestaande uitzonderingspositie te verdedigen.
De vaststelling van exceptionalisme kan een objectieve beoordeling zijn, als er inderdaad sprake is van uitzonderlijke kenmerken. Een dergelijk geval van exceptionalisme wordt dan extern (van buitenaf) bevestigd door een outgroup.
De overtuiging van exceptionalisme kan echter ook voortkomen uit een behoefte aan bevestiging van de eigen identiteit, als het de eigen groep of ingroup betreft. Er is dan sprake van een ideologische overtuiging. In extremere gevallen kan exceptionalisme worden gebruikt om een exclusivistisch idee van superioriteit te onderbouwen en uitsluiting van andere groepen te rechtvaardigen.

## Landen
Op het niveau van nationale staten is het Amerikaans exceptionalisme een voorbeeld. De Franse filosoof Tocqueville noemde de Verenigde Staten van Amerika in 1831 exceptioneel, gezien hun ontstaansgeschiedenis, en vanwege de Amerikaanse Revolutie, waarin democratie met vrijheid en gelijkheid als belangrijke waarden naar voren kwamen. Amerika was destijds het enige grote democratische land. Ook het Amerikaanse ondernemersklimaat wordt vaak genoemd als voorbeeld van een Amerikaans exceptionalisme, evenals de nadruk op kansengelijkheid in plaats van op uitkomstengelijkheid. Dat de Verenigde Staten enkele buitengewone kenmerken heeft, wordt vrij algemeen aanvaard, al is er onenigheid over wat die kenmerken exact zijn en in welke mate die buitengewoon zijn.
Veel landen kennen zichzelf vanuit hun nationale geschiedschrijving een buitengewone positie toe. In de negentiende eeuw werd dit nationale exceptionalisme steeds breder gedeeld, als onderdeel van de staats- en natievorming. Deze waren een reactie op de sterke onderlinge concurrentiestrijd tussen de West-Europese staten. De toename was dusdanig sterk dat er wel van universeel exceptionalisme wordt gesproken, de paradox dat ieder land zichzelf buitengewoon vindt. In extreme vorm was daarbij sprake van nationalistische geschiedschrijving, waarbij een teleologische benadering de huidige staat als onontkoombaar eindpunt ziet.
In veel landen leidt het idee in een bijzonder land te leven tot vaderlandsliefde of patriottisme. In extreme vorm kan dit nationalisme leiden tot chauvinisme, waarbij het eigen land als superieur wordt gezien.  In het staatsnationalisme zijn staatsburger-schap en identificatie met de staat het uitgangspunt. Voor immigranten geldt dat zij maatschappelijk geaccepteerd kunnen worden via acculturatie, die kan variëren van aanpassing, naar integratie, tot volledige assimilatie.

## Volken
Behalve landen kunnen ook volken als buitengewoon worden gezien. In het geval van natiestaten kan dit samenvallen, maar dit is niet altijd het geval. Volken kunnen - terecht of onterecht - een reputatie opbouwen door onder meer militair, cultureel of economisch overwicht. Zo hebben de Gurkha en kozakken een reputatie van militaire kracht, terwijl het oude Griekenland om zijn cultuur geroemd wordt. Ook het handelsnetwerk van de stadstaten van Fenicië wordt als buitengewoon beschouwd. Beschavingen als het oude Egypte, Babylonië in het oude Nabije Oosten, het oude China en het oude Griekenland hebben al lang een buitengewone reputatie.
In het tegengestelde geval betreft het buitengewone de veronderstelde minderwaardigheid van andere volkeren, in de oudheid wel als barbaren bestempeld. Dit exceptionalisme, dat de eigen superioriteit op meer impliciete wijze benadrukt, is tegenwoordig terug te vinden in het sinocentrisme en het eurocentrisme.
Het veronderstelde exceptionalisme van de eigen cultuur vormde de basis voor een cultuurnationalisme in het nog niet verenigde Duitsland van rond 1800. Aangezien deze Duitse bond nog geen eenheidsstaat was, kon zich er geen staatsnationalisme vormen zoals in Frankrijk. Waar het Franse nationalisme vooral gebaseerd was op de verlichting, had het Duitse nationalisme haar wortels in de romantiek.
Naast het cultuurnationalisme ontstond het etnisch nationalisme dat zich baseert op een gedeelde etniciteit van de bevolking. In extreme vorm kan dit een basis worden voor racistisch nationalisme, zoals in het nationaalsocialisme.

## Ideologische en religieuze groeperingen
Aanhangers van een bepaald gedachtegoed moeten dit veelal als buitengewoon beschouwen om er trouw aan te blijven, en niet afvallig te worden. Dit geldt voor een aangehangen politieke ideologie, maar ook voor een beleden religie (geloofsafval). Zodra het onderscheidende element verdwijnt, neemt de kans toe dat andere ideologieën aantrekkelijker worden, of dat de behoefte aan een ideologie vermindert. Religieus exclusivisme is bij verschillende godsdiensten terug te vinden.

## Internationaal recht
Ook binnen het internationaal recht is er sprake van exceptionalisme. Hoewel de Verenigde Staten een cruciale rol hebben gespeeld bij de totstandkoming van de Verenigde Naties en andere internationale organisaties, vertoont het land ambivalent gedrag. Zo zet het meer dan enig ander land in op de bevordering van de rechten van de mens, maar heeft het de belangrijkste verdragen op dat gebied nauwelijks geratificeerd en schendt het deze rechten met enige regelmaat.
Dit komt echter niet noodzakelijk voort uit het exceptionalisme dat landen zichzelf toedichten, maar eerder uit het nastreven van eigenbelang. Het succes daarvan is mede afhankelijk van de hegemonie van de betrokken landen. Daarbij hoeft geen sprake te zijn van exemptionalisme waarbij een land zich vrijstelt van internationaal recht, maar kan het de eigen waarden en normen als universeel beschouwen en daarmee internationaal willen opleggen.

## Periodes
In de geschiedschrijving worden buitengewone periodes onderscheiden en aangeduid als gouden tijdperk. Een voorbeeld is de Gouden Eeuw in de Republiek, een periode van economische voorspoed. Om dezelfde reden werden de eerste dertig jaar na de Tweede Wereldoorlog in Frankrijk de trente glorieuses genoemd en in Nederland de wederopbouw. Deze voorspoed kan gepaard gaan met een culturele opleving, wat bijdraagt aan het exceptionele karakter. Dergelijke periodes worden regelmatig gebruikt om nationalistische tendensen te versterken.

## Geocentrisme
Het middeleeuwse geocentrisme stelde dat de aarde het centrum van het universum is. Het idee dat de aarde een buitengewone plaats inneemt in het heelal bleef in het Westen gangbaar tot het copernicaanse principe wijdverbreid raakte. Aanvankelijk werd hierbij het geocentrisme vervangen door het heliocentrisme, maar in de huidige cosmologie wordt ook de zon niet meer als een buitengewone ster gezien.

## Antropocentrisme
Het antropocentrisme beschouwt de mens als buitengewone soort, vanwege vooral de menselijke geest. Dit beeld van een dualisme tussen lichaam en geest kwam onder druk te staan met de evolutietheorie van Charles Darwin. Volgens het middelmatigheidsprincipe is het onwaarschijnlijk dat al het aardse leven zich heeft ontwikkeld volgens het principe van de evolutie, maar dat de menselijke geest zich hieraan onttrokken heeft. Het middelmatigheidsprincipe wekt weerstand op bij hen die de mens als exceptioneel zien en sterk afwijkend van andere dieren. Dit geldt voor zowel religie als een deel van de wetenschap. Voor wetenschappers die zowel de evolutietheorie aanhangen als het exceptionalisme, ontstaat het probleem van Wallace. Daarnaast geldt het lichaam-geestprobleem, door de afwezigheid van een empirisch identificeerbaar ontmoetingspunt tussen de niet-fysieke geest en het fysieke lichaam.
In activistische zin wordt wel van speciesisme gesproken als op basis van menselijk exceptionalisme dieren bepaalde rechten worden ontzegd die mensen wel krijgen.

## Gender
In het geval van gender kan exceptionalisme zich uiten als androcentrisme, waarbij de man als maatstaf geldt, en gynocentrisme, waarbij de vrouw de norm is. Het onderscheidt zich van andere vormen van sociaal exceptionalisme doordat de twee groepen elkaar nodig hebben om als samenleving te overleven.

## Persoonlijk
Persoonlijk exceptionalisme is het idee dat de eigen identiteit uniek is.